# Raiders of the Seven Seas
Raiders of the Seven Seas é um filme de aventura estadunidense de 1953 dirigido por Sidney Salkow e estrelado por John Payne e Donna Reed. O elenco de apoio conta com Gerald Mohr, Lon Chaney Jr. e Anthony Caruso.

## Elenco
- John Payne como Barbarossa
- Donna Reed como Alida
- Gerald Mohr como Capitão Jose Salcedo
- Lon Chaney Jr. como Peg Leg
- Anthony Caruso como Renzo
- Henry Brandon como Capitão Goiti
- Skip Torgerson como Datu
- Frank De Kova como Capitão Romero
- William Tannen como Ramon
- Christopher Dark como Pablo
- Claire DuBrey como Señora Salcedo
- Howard Freeman como prefeito Pompano